# Mất ngủ
Mất ngủ (insomnia) hay khó ngủ (sleeping dificulties) là một chứng bệnh gây ảnh hưởng đến đời sống của nhiều người. Khó ngủ có nhiều dạng, khó đi vào giấc ngủ, ngủ không yên giấc, dậy sớm không ngủ lại được, hoặc tỉnh dậy nhiều lần trong khi ngủ, mỗi lần dài hơn 30 phút.
Tỉ lệ mất ngủ có thể từ 4% cho tới 48%. Khoảng 33% dân số bị một trong nhiều triệu chứng của mất ngủ, 15% bị ngầy ngật trong ban ngày, 18% không thoả mãn với giấc ngủ. 30% bệnh mất ngủ có liên hệ bệnh tâm thần.
Nữ giới bị mất ngủ nhiều hơn nam giới, nhất là ở tuổi gần mãn kinh. Nguyên nhân có lẽ do những bệnh liên quan hơn là do thiếu hocmon. Càng lớn tuổi nguy cơ mất ngủ càng cao.

## Nguyên nhân

### Yếu tố tạo khuynh hướng/nguy cơ mất ngủ
- Thói quen, thái độ về giấc ngủ do giáo dục từ nhỏ
- Các chứng sợ sệt, lo nghĩ
- Di truyền (cha me bị mất ngủ)

### Yếu tố gây mất ngủ tức thời
Một thay đổi cấp tính nào đó sẽ tạo mất ngủ: lo nghĩ (tiền bạc, gia đình, tình yêu, nghề nghiệp), chỗ ở ồn ào, lệch múi giờ v.v...) - nếu thay đổi này chỉ trong thời gian ngắn, chứng mất ngủ có thể sẽ không thành kinh niên.

### Yếu tố gây mất ngủ lâu dài

#### Tâm lý
- Nhầm lẫn về lý do mất ngủ
- Quá lo sợ vì mình bị mất ngủ (theo dõi đồng hồ suốt đêm; càng tức bực vì mất ngủ càng khó ngủ)
- Chưa đi ngủ đã cho rằng mình sẽ không ngủ được
- Lo nghĩ, chật vật, buồn rầu

#### Cách sinh sống và thói quen
- Ngủ, thức không có giờ giấc đều - khi sớm, khi muộn
- Đi làm nhiều ca khác nhau (sáng - đêm)
- Thức dậy nhưng vẫn nằm lâu trên giường
- Ngủ trưa quá nhiều
- Không có thời gian thư giãn trước khi ngủ
- Không có thời giờ lo nghĩ trong ngày, chờ đến đêm, leo lên giường rồi mới bắt đầu suy tính công việc
- Hay ăn đêm làm bụng no khó chịu, chà răng trước khi ngủ làm tỉnh táo

#### Một số bệnh ảnh hưởng đến thần kinh trung ương
- Suy nhược cơ thể
- Viêm loét dạ dày tá tràng
- Xuất huyết đường tiêu hóa

## Phân loại

### Mất ngủ nguyên phát (primary insomnia) có 3 dạng
- Không rõ nguyên nhân (idiopathic): từ thời thơ ấu không có lý do chính xác
- Tâm sinh lý (psycho-physiological): do bất thường trong khả năng thích ứng với điều kiện của hoàn cảnh (thí dụ: cái giường trở thành một nơi tạo kích thích hơn là nơi để nghỉ ngơi)
- Nghịch lý (paradoxical): dù kết quả thử nghiệm (dùng máy đo ngủ - polysomnography) cho thấy bệnh nhân ngủ ngon, nhưng khi thức dậy vẫn cho là mình mất ngủ

### Mất ngủ thứ phát (secondary) do những lý do bên ngoài
- Thiếu khả năng giải quyết vấn đề đang làm lo nghĩ
- Thói quen làm mất ngủ (ăn khuya, làm ca đêm, nghe nhạc ồn khi ngủ, chà răng trước khi ngủ v.v...)
- Bệnh tâm thần (trầm cảm...)
- Bệnh tật thể chất (đau, mỏi, tê v.v...)
- Dùng thuốc hay hóa chất (cà phê, trà, quen dùng thuốc ngủ, thuốc cấm v.v...)

## Chứng mất ngủ ở trẻ em
Có hai loại:
- Do thiếu kỷ luật từ cha mẹ (Limit-Setting Sleep Disorder): Trẻ ngủ không đúng giờ, hay đòi thức và chơi tới khuya và chỉ ngủ khi quá mệt
- Do thiếu dấu hiệu (Sleep-Onset Association Disorder): Trẻ không ngủ vì không có hay thấy một vật mình thích, như búp bê, mền, hay được hát ru, đu đưa v.v...

Đi vào giấc ngủ là một động tác sinh lý tự nhiên của cơ thể nhưng lúc còn sơ sinh cần được rèn luyện. Trẻ phải học cách cảm nhận một số dấu hiệu làm ngủ tự nhiên và tập ngủ theo những dấu hiệu ấy.
Khi cha mẹ chăm lo vỗ về quá độ sẽ làm trẻ bị mất khả năng ngủ tự nhiên và trẻ sẽ chỉ ngủ khi có những dấu hiệu đặc biệt do cha mẹ làm ra như hát ru, đu đưa, vỗ về.
Một số nghiên cứu gần đây về giấc ngủ của trẻ sơ sinh cho thấy trẻ sẽ ngủ ngon hơn nếu cha mẹ không đu đưa hay vỗ về.
Theo Tập San Y Học Úc (MJA 2005; 182:215-18), nếu cha mẹ tuân theo chỉ dẫn trong một tiết giảng dạy về phương pháp ru con, trẻ sơ sinh ngủ thêm được 80 phút mỗi ngày. Cha mẹ không nên động chạm đến trẻ khi gần ngủ và khi trẻ khóc, cha mẹ cố gắng cứ để cho khóc trong khoảng ít nhất là 5 phút.
Gần một nửa số cha mẹ than phiền về tình trạng con mình ngủ không ngon làm quấy giấc ngủ cả nhà, có thể đem đến bệnh trầm cảm sau khi sanh cho người mẹ, tan vỡ hạnh phúc gia đình và những vụ đối xử tệ hại với con cái v.v...